# Caesetius spenceri
Caesetius spenceri is een spinnensoort uit de familie van de mierenjagers (Zodariidae).
De wetenschappelijke naam van de soort werd in 1900 als Cydrelichus spenceri gepubliceerd door Reginald Innes Pocock.